# 4911 Розенцвейґ
4911 Розенцвейґ (4911 Rosenzweig) — астероїд головного поясу, відкритий 16 жовтня 1953 року.
Тіссеранів параметр щодо Юпітера — 3,337.